# Walther Jänecke

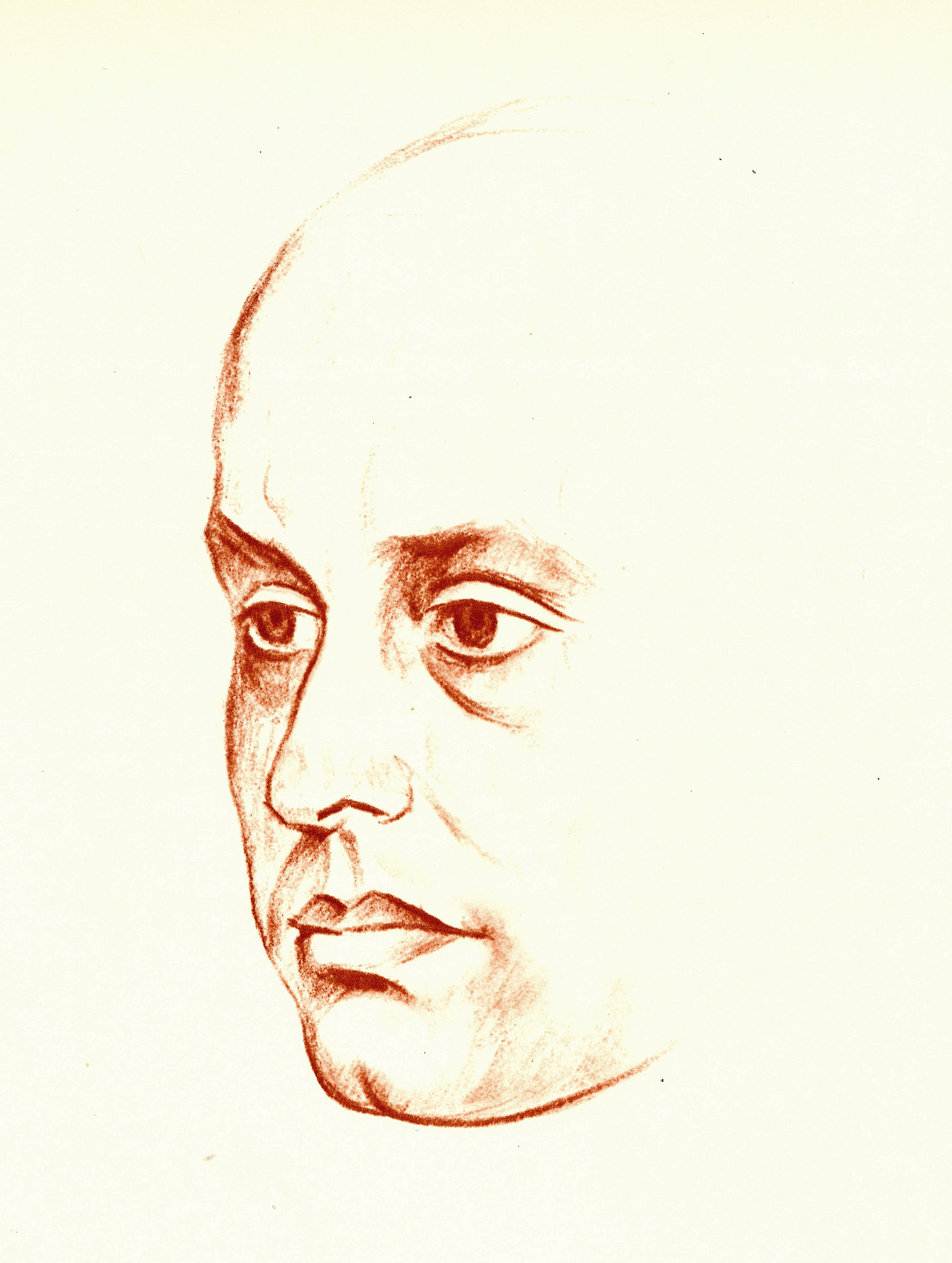
„Dr. jur. Walther Jänecke“;
Rötel-Porträt von August Heitmüller, um 1919

Walther Jänecke (auch: Walter Jänecke oder Walther H. E. Jänecke; * 8. Juli 1888 in Hannover; † 20. Oktober 1965 in Walchensee) war ein deutscher Zeitungsverleger und Politiker.

## Leben
Nach dem Abitur am Gymnasium in Hannover studierte Walther Jänecke an den Universitäten Grenoble, Freiburg, Göttingen und Heidelberg Rechtswissenschaften. 1907 wurde er Mitglied des Corps Rhenania Freiburg. In Heidelberg wurde er 1912 zum Dr. jur. promoviert. Anschließend absolvierte er eine kaufmännische Ausbildung im Bankfach in Hildesheim und London. Am Ersten Weltkrieg nahm er als Oberleutnant der Reserve im Dragoner-Regiment Nr. 22 sowie als Bataillonsadjutant im und Adjutant des Reserve-Infanterie-Regiments Nr. 250 teil. Als Auszeichnungen erhielt er das Eiserne Kreuz II. und I. Klasse sowie badische, hessische und österreichische Orden.
Nach Kriegsende übernahm Jänecke 1918 die Verlagsleitung des Hannoverschen Kuriers. 1922 gründete er die Verlagsgesellschaft Walter Jänecke KG. 1926 wurde er Vorstandsmitglied und später stellvertretender Leiter des Vereins Deutscher Zeitungsverleger und des Zeitungsverleger-Vereins Nordwestdeutschland. Er war Mitglied des Bundes zur Erneuerung des Reiches. Als Mitglied der DVP war er 1929 bis 1932 Mitglied des Provinziallandtages der Provinz Hannover und von 1930 bis 1933 stellvertretender Bevollmächtigter der Provinz Hannover zum Reichsrat. 1933 wurde er gezwungen, von allen seinen Ämtern zurückzutreten. Am Zweiten Weltkrieg nahm er von 1939 bis 1944 als Rittmeister der Reserve beim Oberkommando der Wehrmacht in der Abteilung Ausland teil.
1949 wurde Jänecke zum Vorsitzenden der Arbeitsgemeinschaft für Pressefragen, des späteren Vereins Deutscher Zeitungsverleger, gewählt. Von 1954 bis 1960 war er Bevollmächtigter des Präsidiums des Bundesverbandes Deutscher Zeitungsverleger. Dem Zentralausschusses der Werbewirtschaft gehörte er als Präsidiumsmitglied an. Von 1951 bis 1957 war er Aufsichtsratsmitglied der Deutschen Presse-Agentur.

## Schriften
- Die Handelsbücher im Prozess, 1912
- Das Reserve-Infanterie-Regiment 250 im Weltkrieg, 1929 (zusammen mit Kurt Voß)
- Zeitung als Aufgabe: 60 Jahre Verein Deutscher Zeitungsverleger, 1894-1954, 1954
- Verantwortung und Aufgaben des Zeitungsverlegers : verlegerische Begabungen und Leistungen in sechs Jahrzehnten, 1954
- Probleme der Tagespresse, 1955
- Probleme der deutschen Presse, 1956
- Ursprung und Aufgaben eines deutschen Presserates: Gedanken zur Gründung des Deutschen Presserates, 1956
- Über Probleme der Nachkriegszeit. Ursprung und Aufgaben eines deutschen Presserates (II): Gedanken zur Gründung des Deutschen Presserates, 1957
- Die deutsche Tagespresse : das letzte Jahr und ein Ausblick, 1959
- Die Entwicklung der deutschen Tagespresse, 1959
- Pressefreiheit und Privateigentum: Feststellungen zur Unabhängigkeit der deutschen Tagespresse, 1960
- Verleger und Redakteur : die rechtliche und menschliche Seite ihrer Zusammenarbeit, 1962
- Verleger – Redakteur: die Rechtslage und die Wirklichkeit, 1963